# Устюжаніно (Новосибірська область)
Устюжаніно (рос. Устюжанино) — присілок у Ординському районі Новосибірської області Російської Федерації.
Входить до складу муніципального утворення Устюжанінська сільрада. Населення становить 426 осіб (2010).

## Історія
Згідно із законом від 2 червня 2004 року органом місцевого самоврядування є Устюжанінська сільрада.

## Населення
| 2002 | 2007 | 2010 |
| ---- | ---- | ---- |
| 613  | ↘574 | ↘426 |

## Персоналії
Уродженцем присілка є Устюжанін Яків Маркович (1918—1942) — Герой Радянського Союзу.